# Asesoría de imagen
La asesoría de imagen es un rubro comercial relacionado con la armonización de la imagen externa de una persona, producto u organización, para potenciar las cualidades personales y/o grupales.
Concepto también relacionado con el marketing personal, programación neurolinguística, morfología facial,el lenguaje corporal, la estética, postura corporal, protocolo, vestuario, etc., con el objetivo de llevar a cabo la optimización del look o la imagen personal.
El asesor de imagen analiza al cliente, desde la imagen hasta las dotes comunicativas y además analiza el contexto en el que se desenvuelve. Una vez se obtienen los resultados del análisis, se desarrolla una estrategia para destacar los puntos fuertes de la persona y disimular los débiles. El objetivo es que el cliente tenga una presencia correcta, una postura adecuada, que su vestuario encaje con la ocasión y que a través de múltiples recomendaciones la persona sienta confianza en sí mismo para dirigirse al público al que se dirige.
Algunos ejemplos de personas que tienen a su servicio a diversos asesores de imagen son:
Deportistas como David Beckham, Cristiano Ronaldo, Lionel Messi e Iker Casillas.
Celebridades, tales como Michael Jackson, Madonna, Prince, Rihanna y por supuesto, últimamente los políticos se han unido a este selecto grupo; por ejemplo en México, el expresidente Enrique Peña Nieto es conocido por su gran asesoría en imagen e impacto en los medios de comunicación y en la sociedad, así también como en Felipe Calderón Hinojosa, Manlio Fabio Beltrones y recientemente, Christian Michel.

## Objetivos
Mediante la intervención del asesor o el equipo de asesoría, se persigue el propósito de una imagen en armonía con las características físicas y el estilo personal del cliente, potenciando las cualidades, opacando las áreas defectuosas y mejorando determinados aspectos que forman parte de la presencia del individuo, como pueden ser la compostura, el saber estar o las actitudes corporales.
Por otro lado, dentro de los procesos de marketing, el fin de la asesoría de imagen es entregar a un target que previamente fue motivo de estudio de mercado o focus, un producto, cuya presencia escénica sea acorde al estatus del solicitante y/o en el medio donde se desenvuelve, implicando entonces, el conocimiento del contexto, experiencia en el rubro de la producción, además del manejo y extensión de los medios de comunicación que conlleven a la completa ejecución de la estrategia.
Existen agencias de publicidad dedicadas a esta actividad y la asignan a uno de sus rubros que generalmente terminan aplicándolo en el ámbito político.

## Funciones
La asesoría de imagen comprende la completa remodelación de la presencia de un sujeto, mejorando las actitudes corporales, el maquillaje (si se requiere), la fotografía 
propagandística, el protocolo, la propaganda involucrada, el peinado, la ornamentación, el vestuario, etc.
Para lograr un buen resultado es necesario:
- Efectuar una evaluación y diagnóstico de Imagen.
- Identificar el estilo y evaluación de los objetivos de cada persona
- Desarrollar un completo análisis morfológico facial y corporal. 
- Estructurar un programa de Asesoría en Imagen, con el plan de acción correspondiente, acorde al estilo y objetivos personales de cada cliente.

## Sectores a trabajar
-Teoría del Color y Cromoestética.
- Imagen facial acorde a la morfología facial y tipo de piel. Peinado, corte y color de acuerdo al análisis morfológico del rostro, cromoestética, estilo y personalidad.
- Técnicas básicas de corte y tintura de cabello.
- Análisis de Morfología Corporal.
- Sugerencias de vestuario y guardarropa personal acorde a la morfología corporal, Cromoestética, combinación de colores, estilo y personalidad.
- Compra de vestuario (Asesoría en compra de vestuario) o Personal Shopper.
- Protocolo y Comportamiento.
- Postura corporal y correcciones posturales.
- Maquillaje acorde a la Cromoestética y morfología facial.